# De Neuhausenske Præmier
De Neuhausenske Præmier er betegnelsen for et præmiebeløb, der kan vindes ved konkurrence for arkitekter og billedkunstnere. Priserne er stiftet 1838 og udskrives af Kunstakademiet i København, oprindelig hvert andet år, senere med større mellemrum. Præmierne blev finansieret af Det Neuhausenske Legat, stiftet 1812 ifølge af malermester og tidligere elev på Kunstakademiet Jens Neuhausens testamente med reglement 1837. I 1976 blev dette legat sammenflettet med Zacharias Jacobsens Legat.

## Præmiemodtagere
Denne liste er ufuldstændig; hjælp gerne med at udfylde den.

### 1830'erne
- 1838 Medaljør Harald Conradsen (for model til en specie)
- 1839 Arkitekt J.H. Nebelong (for Et badeværelse)
- 1839 Billedhugger Adelgunde Vogt (for En ko med en diende kalv)

### 1840'erne
- 1841 Maler Emil Andersen (for Fremstillingen i Templet)
- 1842 Maler P.C. Skovgaard (for Det gamle egetræ med storkereden i Nordskoven ved Jægerspris)
- 1843 Maler Andreas Juuel (for et portræt af præsten Hornsyld efter Wilhelm Bendz)
- 1843 Maler Christian Thornam (for En blomstrende plante i akvarel)[1]
- 1843 Arkitekt P.C. Hagemann (for et projekt til Toldbodens forskønnelse)
- 1845 Maler Andreas Juuel (igen, for Parti ved Silkeborg, efter Louis Gurlitt)
- 1845 Arkitekt L.A. Winstrup (for Et jernstøberi)
- 1845 Maler Vilhelm Kyhn (for Skovparti, hvori foråret karakteriseres)
- 1847 Maler Andreas Juuel (igen, for Urolig efterårsdag, enkeltstående bøge- og egetræer oplyses af gennembrydende solstråler)
- 1847 Maler Julius Exner (for et portræt af kunstnerens søster)
- 1847 Maler H.J. Hammer (for Bönderkarle og piger fra hedeegnen imellem Kjöge og Roeskilde samles til lystighed under aaben himmel en helligdags eftermiddag)
- 1847 Maler O.D. Ottesen
- 1847 Maler Carlo Eduardo Dalgas (for Parti af et dyrskue)
- 1847 Maler C.F. Sørensen (for Skibe i Kattegat under bramsejlskuling med dønninger efter en storm)
- 1847 Billedhugger Hans Voigt (for en kopi i elfenben efter H.W. Bissens Fiskerdreng)
- 1847 Billedhugger C.C. Peters (for En dreng, der spiller terre)
- 1847 Billedhugger Peter Bauditz (for 3 kaméer efter motiver af Bertel Thorvaldsen)
- 1848 Billedhugger Peter Petersen (for konkylier udskåret efter Thorvaldsen)
- 1849 Billedhugger Georg Christian Freund
- 1849 Arkitekt V.Th. Walther
- 1849 Maler O.D. Ottesen (igen)
- 1849 Maler Edvard Lehmann (for Regner Lodbrok og Kraka)
- 1849 Maler Geskel Saloman (for portræt af Thomas Overskou)
- 1849 Maler Carl Dahl (for Skibe, der er passerede Kronborg)
- 1849 Billedhugger August Saabye

### 1850'erne
- 1850 Arkitekt Johan Daniel Herholdt (for Parti af Kronborgs Slotsgård)
- 1851 Maler Nicolai Habbe (for Reservesoldater på march)
- 1851 Maler Emanuel Larsen (for Udsigt fra Langelinie til Toldboden)
- 1851 Maler Godtfred Rump (for Skovparti fra Præstevangen ved Frederiksborg)
- 1851 Billedhugger Th. Stein (for statuette af Ludvig Holberg)
- 1853 Maler William Hammer (for Blomster og frugt)
- 1853 Billedhugger Georg Christian Freund (igen, for En hest, der vandes)
- 1853 Maler og billedhugger Henrik Olrik (for en sølvsukkerskål)
- 1853 Arkitekt Henning Wolff
- 1855 Maler C.A. Kølle (for Et barneportræt)
- 1855 Maler Carl Theodor Melchior (for Dans i en bondestue)
- 1855 Billedhugger Stephan Ussing (for En fiskerdreng)
- 1857 Billedhugger Otto Evens (for Moderkærlighed)
- 1857 Arkitekt Vilhelm Dahlerup
- 1857 Arkitekt V.Th. Walther (igen)
- 1857 Maler Peter Raadsig (for Vildttyve i forhør hos en birkedommer)
- 1857 Maler Carl Bøgh (for En pranger med heste)
- 1857 Maler Anton Dorph (for Portræt af billedhugger Evens)
- 1859 Maler C.F. Aagaard (for Fritvoksende markblomster)
- 1859 Maler Christen Dalsgaard
- 1859 Maler Simon Simonsen (for En ko, halv naturlig størrelse)
- 1859 Maler Carl Neumann (for Dansk linieskib til ankers ved den engelske kyst)
- 1859 Billedhugger Vilhelm Bissen

### 1860'erne
- 1860 Arkitekt Vilhelm Dahlerup (igen)
- 1861 Maler Christen Dalsgaard (igen)
- 1861 Maler Janus la Cour (for Tidlig sommermorgen ud over en eng)
- 1861 Maler Emma Thomsen (for En kurv med blomster det frie)
- 1861 Maler Simon Simonsen (igen, for En hingst fra Frederiksborg Stutteri)
- 1863 Billedhugger Lauritz Prior (for en statue af C.W. Eckersberg)
- 1863 Billedhugger Peter Petersen (igen)
- 1863 Maler Christian Hetsch (for Festsal i det 19. århundredes stil)
- 1863 Maler Christian Eckardt
- 1865 Maler Vilhelm Rosenstand
- 1865 Maler Pietro Krohn (for Medaillør F.C. Krohn ved arbejdet)
- 1865 Maler Christian Blache (for Danske orlogsskibe under letning i sundet)
- 1865 Maler N.C. Hansen (for Premierløjtnant J. Anker i Skanse 2 under Dybbøls belejring 1864)
- 1865 Maler Godfred Christensen (for Et fritstående bøgetræ)
- 1867 Maler Edvard Petersen
- 1867 Maler Vilhelm Rosenstand (igen)
- 1867 Arkitekt H.C. Amberg (for En opmåling af Børsens gavle og midterste del af sidefacaden med spiret)
- 1867 Maler Carl Neumann (igen, for Skibe under land efter en byge)
- 1867 Maler Simon Simonsen (igen for Heste uden for en Landsbysmedje)
- 1869 Maler Johannes Boesen (for Parti af Stadsgraven ved Nørreport)
- 1869 Maler Emil Carlsen
- 1869 Maler August Jerndorff (for Portræt af pastor L.H. Schmidt)
- 1869 Maler A.P. Madsen (for En vanding)
- 1869 Maler Vilhelm Pacht

### 1870'erne
- 1871 Maler Nilaus Fristrup (for En orneret lisén med basis og kapitæl)
- 1871 Maler Otto Haslund (for Hjemvenden fra et marked)
- 1871 Maler Kristian Zahrtmann
- 1871 Maler Christian Eckardt (igen)
- 1871 Maler Godfred Christensen (igen, for Landskab med frodig forgrund)
- 1871 Arkitekt Emil Schwanenflügel (for En opmåling af et parti af Børsen)
- 1873 Maler Kristian Zahrtmann (igen)
- 1873 Maler Syrak Hansen (for dekoration af vestibulen i Råd- og Domhuset, København)
- 1873 Maler Theodor Philipsen (for Heste rides til svømning)
- 1875 Maler Johannes Boesen (for Solopgang; Udsigt fra Himmelbjærget)
- 1875 Maler Robert Bojesen (for Mogens Munk efterlader opsigelsesbrevet til Christian II i sin handske)
- 1875 Maler Hans Smidth (ekstrapræmie for Gæssene drives hjem)
- 1875 Billedhugger Julius Schultz (for Ivar Huitfeldt)
- 1877 Billedhugger Jørgen Larsen (for Afskeden, relief i græsk stil til et gravmonument)
- 1877 Maler Michael Ancher (for En lægprædikant, der holder gudstjeneste på Skagens Strand)
- 1877 Maler O.A. Hermansen (for Roser og andre blomster i en vase)
- 1877 Maler Bernhard Middelboe (for Ewalds sidste dag)
- 1877 Maler Hans Smidth (igen, for En fremmed spørger om vej i bondegården på heden)
- 1877 Maler Michael Therkildsen (for En bissekræmmer søger at handle med en bondekone)
- 1879 Arkitekt Jens Vilhelm Petersen (for en kamin i renæssancestil)
- 1879 Maler Carl Thomsen (for En tilståelse)
- 1879 Maler Andreas Riis Carstensen (for Solopgang i Kattegat)
- 1879 Maler Valdemar Irminger (for En hoppe med sit føl)

### 1880'erne
- 1881 Maler Otto Haslund (igen, for Køer drives gennem en granskov)
- 1881 Maler Carl Møller (for Markblomster)
- 1883 Billedhugger Nielsine Petersen
- 1883 Billedhugger Malte Engelsted
- 1883 Maler Vilhelm Theodor Fischer
- 1883 Maler Ludvig Kabell (for Junidag, Toxværd ved Næstved)
- 1883 Maler Hans Peter Lindeburg (for Holberg i sit studereværelse)
- 1884 Maler Julius Paulsen (for portræt af kunstnerens fader)
- 1885 Arkitekt Axel Berg
- 1885 Maler Elise Konstantin-Hansen (for Drenge uden for en grønthandel)
- 1885 Maler Thorolf Pedersen (for Skibe i Kattegat, mærssejlskuling)
- 1887 Maler Anthonore Christensen (for Et kurvelåg med afskårne roser)
- 1887 Billedhugger Anne Marie Carl Nielsen
- 1887 Maler Vilhelm Theodor Fischer (igen)
- 1887 Arkitekt Andreas Clemmensen (for En hovedbygning til en mindre, dansk herregård)
- 1889 Arkitekt Eugen Jørgensen
- 1889 Arkitekt Caspar Leuning Borch
- 1889 Maler Henrik Jespersen
- 1889 Maler Christian Mølsted (for Skibe i havnen ved Korntørringsmagasinet)
- 1889 Maler Gustav Vermehren (for Landemærket)

### 1890'erne
- 1891 Maler Hans Dall (for Landskab fra Thy efter en regnfuld nat)
- 1891 Maler Nicoline Tuxen (for Voksende æblegren)
- 1891 Maler Vilhelm Theodor Fischer (igen)
- 1891 Arkitekt Gotfred Tvede
- 1891 Arkitekt Thorvald Jørgensen (for Et studenterkollegium)
- 1893 Arkitekt Nicolai Hansen (for En folkebadeanstalt)
- 1893 Maler Vilhelm Arnesen (for Et større sejlskib ligger bak for lods)
- 1893 Maler Adolph Larsen (for Det indre af en skov med gamle træer)
- 1893 Maler Knud Larsen (for et portræt)
  - Ekstrapræmie til maler Sophus Vermehren (for Portræt af litograf A. Kittendorff)[2]
- 1895 Maler N.P. Mols  (for En billedhugger i sit værksted)
- 1895 Maler Gotfred Rode (for Køer på marken)
- 1897 Arkitekt Aage Langeland-Mathiesen (for planer og opstilling af model af Københavns tredje rådhus fra 1728)
- 1897 Maler Emil Krause (for Tønderidning på Amager)
- 1897 Maler Lorenz V. Hinrichsen (for Bygevejr, måske identisk med Blæst på Göteborgs Konstmuseum)
- 1899 Arkitekt Holger Rasmussen (for et sommerhus)
- 1899 Maler Vilhelm Arnesen (igen, for Skoleskibet Georg Stage)
- 1899 Maler Christian Mølsted (igen, for Stille vejr i sundet, fregatten Jylland)

### 1900'erne
- 1900 Maler Gotfred Rode (igen, for Oktoberaften, køerne drives hjem)
- 1901 Maler Gerhard Blom (for Nordsjællandsk landskab, eftermiddag i august)
- 1903 Arkitekt Alfred Brandt (for Projekt til en kirke)
- 1903 Billedhugger Elna Borch (for Sørgende dreng)
- 1903 Billedhugger Johanne Pedersen-Dan (for Lille mor)
- 1903 Maler Helvig Kinch (for Arbejdsheste på græs)
- 1903 Maler Lauritz Mikkelsen (for Arbejdsheste på græs)
- 1905 Arkitekt Helge Bojsen-Møller (for Et frøkenkloster)
- 1905 Maler Gerhard Blom (igen, for Får på bakken ved Høje Sandbjerg)
- 1905 Maler Lauritz Mikkelsen (igen, for Får)
- 1905 Maler Aksel M. Lassen (for Storskov)
- 1907 Billedhugger Anne Marie Carl Nielsen (for Lugekone)
- 1907 Maler Einar Wegener (for Uvejr trækker op)
- 1909 Arkitekt Carl Wolmar

### 1910'erne
- 1911 Billedhugger Marius E. Jørgensen (for Brydere)
- 1911 Maler Valdemar Neiiendam (for H.C. Andersen tager afsked fra sin moder)
- 1911 Maler Børge Christoffer Nyrop (for Aften efter Regn)
- 1913 Arkitekt Niels Rosenkjær (for Forsamlingshus i en dansk landsby)
- 1915 Maler Valdemar Neiiendam (igen, for Johan Herman Wessel i snak med torvefolkene på Ulfeldts Plads)
- 1915 Maler Marie Ahlmann (for En torvescene)
- 1915 Arkitekt Axel Ekberg (for Kunstudstillingsbygning i Roskilde)
- 1917 Arkitekt Einar Ørnsholt (for et restaureringsprojekt  for Hammershus)
- 1917 Maler Anna Marie Mehrn (for Islandske heste uden for en jysk bondegård)
- 1919 Maler Benjamin Olsen (for Småfartøjer i bygevejr)

### 1920'erne
- 1923 Maler Helvig Kinch (igen)
- 1927 Maler Axel Skjelborg
- 1927 Arkitekt Svend Albinus (for En københavnsk Kirke)
- 1927 Arkitekt Sonja Meyer (for En københavnsk Kirke med 500 Pladser)
- 1929 Arkitekt Palle Suenson (for ting- og arresthus i Assens)
- 1929 Maler Erik Raadal (for En Haandværker ved sit Arbejde)

### 1930'erne
- 1935 Maler Thorvald Hagedorn-Olsen (for Jernstøberiet)
- 1937 Maler Folmer Bendtsen
- 1938 Arkitekt Thorkil Ry Andersen
- 1938 Maler Folmer Bendtsen (igen)
- 1939 Maler Folmer Bendtsen (igen)
- 1939 Billedhugger Ejgil Vedel (for Kvindestatue med Draperi)

### 1940'erne
- 1941 Arkitekt Jørgen Juul Møller
- 1941 Maler Axel Skjelborg (igen)
- 1944 Maler Georg Poulsen
- 1945 Maler Georg Poulsen (igen, for Gaardmusikanter)
- 1949 Arkitekt Ebbe Clemmensen

### 1950'erne
- 1950 Arkitekterne Povl Ernst Hoff og Bennet Windinge (for et studenterkollegium)
- 1951 Maler Hans Sjöstedt (for Nature morte med figur)
- 1955 Maler Aage Strand (for Stående pige)
- 1955 Maler Niels Bruun
- 1957 Arkitekt Jørgen Rasmussen

### 1960'erne
- 1963 Maler Peter Nyborg

### 1970'erne
- 1978 Arkitekt Bent von Platen-Hallermund (for forslag til Det Kongelige Biblioteks have på Slotsholmen)
- 1978 Arkitekt Anna Maria Indrio

### 1980'erne
- 1981 Billedhugger Elisabeth Tronhjem (for Kubus-skulpturen: "Del og Helhed")